# Ліпник (гміна)
Гміна Ліпник (пол. Gmina Lipnik) — сільська гміна у східній Польщі. Належить до Опатовського повіту Свентокшиського воєводства.
Станом на 31 грудня 2011 у гміні проживало 5662 особи.

## Територія
Згідно з даними за 2007 рік площа гміни становила 81.70 км², у тому числі:
- орні землі: 89.00%
- ліси: 4.00%

Таким чином, площа гміни становить 8.96% площі повіту.

## Населення
Станом на 31 грудня 2011:
| Опис     | Загалом | Загалом | Чоловіки | Чоловіки | Жінки | Жінки |
| -------- | ------- | ------- | -------- | -------- | ----- | ----- |
| одиниця  | осіб    | %       | осіб     | %        | осіб  | %     |
| все      | 5662    | 100     | 2807     | 49.58    | 2855  | 50.42 |
| міське   | 0       | 100     | 0        |          | 0     |       |
| сільське | 5662    | 100     | 2807     | 49.58    | 2855  | 50.42 |

## Сусідні гміни
Гміна Ліпник межує з такими гмінами: Вільчице, Войцеховіце, Іваніська, Клімонтув, Образув, Опатув.